# الدوري الإنجليزي لكرة القدم 1919–20
الدوري الإنجليزي لكرة القدم 1919–20 (بالإنجليزية: 1919–20 Football League)‏ هو موسم من دوري كرة القدم الإنجليزي. فاز فيه وست بروميتش ألبيون.